# 周家镇 (大竹县)
周家镇，是中华人民共和国四川省达州市大竹县下辖的一个乡镇级行政单位。2019年12月，撤销中和乡，将其所属行政区域划归周家镇管辖。

## 行政区划
周家镇下辖以下地区：
场镇社区、周家村、新胜村、太平寨村、双鱼村、安城村、月城村、柳州村、宝石村、康宁村、高峰村、西河村、龙头村、八角村、龙虎村和月岩村。